# 台灣動物協會
台灣動物協會（英語：Animals Taiwan）是由英國籍動保人士尚恩·麥科馬克於台灣創立的動物福祉志工組織，於2004年初開始運作。從事領養流浪動物跟舉辦宣導改善動物生活環境跟對待方式的活動。反對人道毀滅動物，對於所救援的動物，會採取「捕捉、絕育、釋放」（T.N.R.）措施或是收容牠們直到被領養。
台灣動物協會的宗旨是要改善台灣動物的生活以及待遇。希望透過教育活動，領養成果，以及延伸計畫，以尋求寵物過剩問題的解決方案。

## 概述
台灣動物協會救助一些患病、受傷的流浪動物，協助尋找永久的居住所。救助動物包括貓、狗、蝙蝠、鳥、兔子、鸚鵡等。此組織是由尚恩·麥科馬克等人所建立。
2016年因為原位於北投區洲美街的場址被政府徵收另做他用，協會搬遷至新北市林口區頂福里現址。

## 動物的處置
台灣動物協會收容動物後，會為動物注射疫苗及訓練牠們，主要為犬和貓。動物台灣每月都會舉辦活動，使得動物的曝光度升高，較容易被領養，其他沒有被領養的動物，會繼續待在中心。
但由於台灣動物協會是民間的組織，資金有限的狀況下，並無法以無限制的收容流浪動物。對於流浪動物的救援，仍必須採取「捕捉、絕育、釋放」（T.N.R.）的作法。

## 資金來源
台灣動物協會是民間發起的志工組織，因此所有資金都來自社會大眾例如：
- 透過捐款

主要來源是助養，即每月捐500元，即可助養一隻犬或貓。一隻犬貓若有四個助養人，一個月的開支大約可以打平。
- 販賣物品（含自製或是捐贈的物品）

台灣動物協會販賣自製的狗餅乾或T shirt，也販賣捐贈的物品。
- 不定期舉辦跳蚤市場

台灣動物協會位來將會在林口區現址不定期舉行二手義賣。
- 募款活動

當美國學校、歐洲學校的校園園遊會或各地藝文活動舉行時，動物台灣常帶著幼犬、成犬到現場，進行送養及募款活動。
等等的方式得到運作所需的資金。現在動物台灣已提出申請，希望得到獲得政府資助。

## 發展的方向
短期間內，台灣動物協會希望先行建立一個具有指標性型態的動物收容保護中心。
長遠的計畫，則是學習其他先進國家對於動物保育有卓越貢獻的民間機構做法，希望可以建造一個合乎國際標準並且可以讓社會大眾接觸保育動物與善待環境的動物收容所。

## 相關
- 流浪犬
- 流浪動物花園
- 跳蚤市場

## 網站連結
- 台灣動物協會網站 （页面存档备份，存于）
- 台灣動物協會 臉書 粉絲頁 （页面存档备份，存于）